# جک هیگ (دوچرخه‌سوار)
جک هیگ (اسپانیایی: Jack Haig‎؛ زادهٔ ۶ سپتامبر ۱۹۹۳) دوچرخه‌سوار اهل استرالیا است.
از باشگاه‌هایی که در آن رکاب زده‌است می‌توان به تیم اوریکا–اسکات اشاره کرد.